# Cruel Summer (canción de Taylor Swift)
«Cruel Summer» (en español: Verano cruel) es una canción de la cantautora estadounidense Taylor Swift. Fue lanzada junto a su séptimo álbum de estudio Lover el 23 de agosto de 2019, a través de Republic Records.
La canción experimentó un auge de popularidad en 2023 como consecuencia de la gira The Eras Tour, lo que condujo a ser lanzada como quinto sencillo oficial de Lover el 20 de junio de 2023. La canción escaló progresivamente posiciones en las listas de éxitos de Estados Unidos y del mundo hasta que, tras casi cuatro años de su lanzamiento, en octubre de 2023, «Cruel Summer» finalmente logró llegar al número 1 de la lista Billboard Hot 100, convirtiéndose en el primer número 1 de su álbum Lover y en el décimo número 1 de Taylor Swift en dicha lista.

## Composición
«Cruel Summer» fue escrita por Taylor Swift, Jack Antonoff y Annie Clark, mientras que la dirección fue llevada a cabo por Swift y Jack Antonoff. El tema, con sonidos synth pop y música industrial, se estrenó el día 23 de agosto de 2019, junto al lanzamiento oficial del séptimo disco de estudio de la cantante Lover. El título de la canción estuvo presente como un huevo de Pascua dentro del video de You Need to Calm Down de la misma cantante, previo al lanzamiento; apareció como un tatuaje en el brazo de la presentadora Ellen DeGeneres, hecho por Adam Lambert en una de las escenas.

## Crítica y recepción
Jason Lipshutzde Billboard destacó que «Cruel Summer» se construye alrededor de un coro masivo que Swift maneja con maestría, por otra parte, comentó que la pista recuerda a la canción «Out of the Woods», también coproducida por Jack Antonoff.

## Rendimiento comercial
Después del lanzamiento del álbum que la contiene, la canción debutó en la posición número 29 en el Billboard Hot 100. Además, alcanzó la posición 20 en Nueva Zelanda, 8 en Singapur, 22 en Australia, 28 en Canadá, 100 en Suecia, y 70 en Escocia. En Reino Unido, la canción alcanzó la posición número 27.
Luego de cuatro años, la canción explotó en reproducciones en Spotify, videos en TikTok y vistas en Youtube como consecuencia del The Eras Tour; por lo que terminó siendo lanzada como sencillo, lo que generó un boom en las radios Pop de Estados Unidos, logrando la posición #1 en canciones más pedidas. Se ha posicionado como ícono del verano de 2023, con una alta estabilidad en el top 10 del Billboard Hot 100 songs. Esto ha catalogado a la canción como el mayor éxito durmiente de Taylor Swift, superando a temas como Enchanted, Don´t Blame Me, Style y Dear John. Además, es la canción de Taylor más reproducida en Spotify con casi 3 billones de reproducciones.
Finalmente en octubre de 2023 y tras previamente haber alcanzado su máxima posición en el número 3, para la semana del 28 de octubre de 2023 la canción conseguiría encabezar la lista del Billboard Hot 100 marcando así el primer número 1 de Lover como el décimo número 1 de Taylor Swift en dicha lista.

## Créditos y personal
Créditos adapatos de Tidal.
- Taylor Swift - voz, composición, producción
- Jack Antonoff - producción, composición, programación, ingeniería de grabación, batería, teclados, personal de estudio
- St. Vincent - composición, guitarra
- John Rooney - ingeniero asistente de grabación, personal de estudio
- Jon Sher - ingeniero asistente de grabación, personal de estudio
- John Hanes - ingeniería de mezcla, personal de estudio
- Serban Ghenea - mezclador, estudio personal
- Laura Sisk - ingeniería de grabación, personal de estudio
- Michael Riddleberger - batería

## Posicionamiento en listas
| Listas (2019)                             | Mejor posición |
| ----------------------------------------- | -------------- |
| Australia (ARIA)                          | 22             |
| Canadá (Canadian Hot 100)                 | 28             |
| Escocia (Official Charts Company)         | 70             |
| Eslovaquia (Singles Digitál Top 100)      | 100            |
| Estados Unidos (Billboard Hot 100)        | 1              |
| Estados Unidos (Rolling Stone Top 100)    | 6              |
| Irlanda (IRMA)                            | 20             |
| Malasia (RIM)                             | 13             |
| Nueva Zelanda Hot Singles (RMNZ)          | 20             |
| Portugal (AFP)                            | 94             |
| Reino Unido (UK Singles Chart)            | 27             |
| República Checa (Singles Digitál Top 100) | 84             |
| Singapur (RIAS)                           | 8              |
| Suecia (Sverigetopplistan)                | 100            |

## Historial de lanzamiento
| País           | Fecha                | Formato                     | Discográfica     | Ref    |
| -------------- | -------------------- | --------------------------- | ---------------- | ------ |
| Varios         | 23 de agosto de 2019 | Descarga digital, streaming | Republic Records | [ 29 ] |
| Estados Unidos | 20 de junio de 2023  | Pop Radio                   | Republic Records | [ 29 ] |